# Louis Marie Florent du Châtelet
Louis Marie Florent de Lomont d'Haraucourt, duque de Châtelet (20 de noviembre de 1727-13 de diciembre de 1793), fue un aristócrata, general y diplomático francés del Antiguo Régimen.

## Orígenes
Hijo y heredero de la antigua y noble familia Châtelet, su madre, Émilie du Châtelet, fue una famosa científica, además de ser amante de Voltaire.
El 20 de junio de 1725, su padre, Florent-Claude du Chastelet, contrajo matrimonio, previamente arreglado, con Émilie, hija de Louis Nicolas le Tonnelier de Breteuil, con quien tuvo tres hijos: Françoise-Gabriel-Pauline (1726-1754), duquesa de Montenegro; Louis-Marie-Florent (posteriormente duque de Châtelet); y Victor-Esprit (nacido y muerto en 1734). Tras el nacimiento de su tercer hijo, Émilie consideró que su deber como esposa estaba cumplido, por lo que llegó a un acuerdo con su esposo para llevar a cabo vidas separadas, residiendo ambos en la misma casa.

## Matrimonio

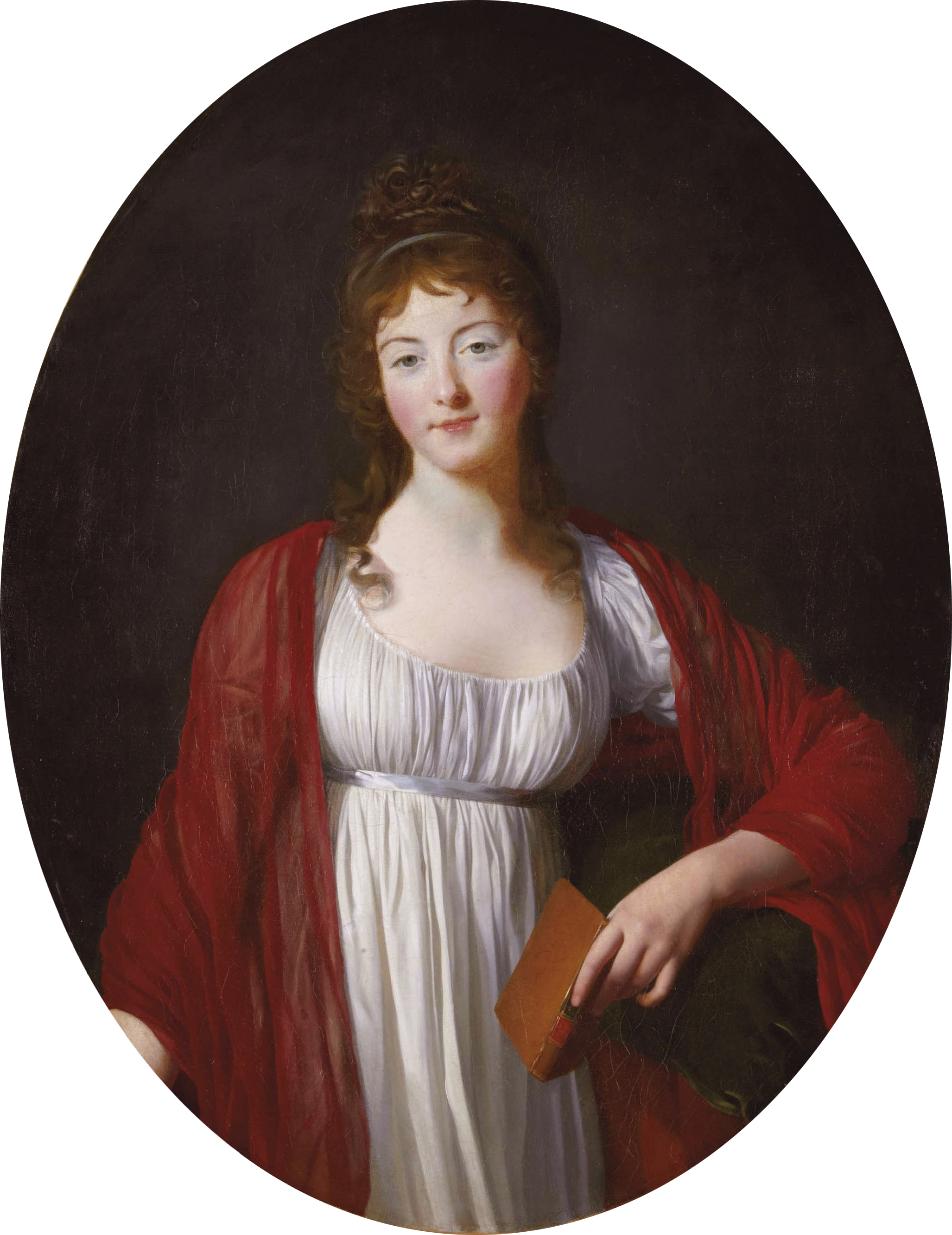
Retrato de Diane-Adélaïde, condesa de Simiane (hacia 1800).

El duque de Châtelet contrajo matrimonio, en 1752, con Diane-Adélaïde de Rochechouart (muerta en 1794), con quien no tuvo hijos. El duque adoptó a la sobrina de su esposa, también llamada Diane-Adélaïde (nacida el 25 de enero de 1761), hija de François-Jacques de Damas, marqués de Antigny. Tras contraer matrimonio en 1777 con Charles-François, conde de Simiane (muerto el 27 de marzo de 1787), gracias a lo cual Diane-Adélaïde obtuvo el título de condesa, empezaron a surgir sospechas acerca de la homosexualidad de él. Diane-Adélaïde inició al poco tiempo una relación con Gilbert du Motier, marqués de La Fayette, quien había intervenido en la guerra revolucionaria americana junto a Charles-François. El propio Louis-Marie-Florent mantuvo una relación con la sobrina de su esposa durante los diez años anteriores a su muerte en 1793. Tras enviudar, Diane-Adélaïde no volvió a contraer matrimonio, residiendo en el Château de Cirey hasta su muerte el 9 de abril de 1835.

## Carrera política y militar
En 1787, Châtelet fue designado presidente de la asamblea provincial de Ile-de-France. La asamblea, reunida por primera vez el 11 de julio, estaba integrada por representantes de las tres órdenes reconocidas (clero, nobleza y burguesía).
En 1788, Châtelet se convirtió en coronel del Regimiento de la Guardia Francesa, sucediendo al duque de Brion. Esta unidad de élite estaba permanentemente estacionada en París y poseía fuertes lazos con la población local. Châtelet introdujo códigos "prusianos" de disciplina militar consistentes, algunos de ellos, en castigos físicos severos. Al mismo tiempo, no obstante, no impuso una mayor profesionalidad entre el cuerpo de oficiales aristocráticos, quienes a menudo se ausentaban y encomendaban la administración del regimiento a sus sargentos y cabos. Como resultado, la moral entre las bases se debilitó considerablemente ante el aumento de disturbios en París durante los meses de junio y julio de 1789.

## Revolución y muerte
El 12 de julio de 1789, Châtelet, por aquel entonces impopular entre la población, fue reconocido en las calles de París y perseguido por una multitud hostil. Inicialmente rescatado por un destacamento de la Guardia Francesa, dos días después gran parte del mismo se unió al movimiento revolucionario, participando en la toma de la Bastilla. Châtelet fue posteriormente arrestado y, tras un periodo en prisión, condenado a muerte y ejecutado en la guillotina el 13 de diciembre de 1793.